# Грязиновский
Грязиновский — хутор в Серафимовичском районе Волгоградской области. Входит в состав Трясиновского сельского поселения.

## География
Хутор расположен на западе области. На хуторе имеется одна улица: Народная.

## Население
| 2010 |
| ---- |
| 38   |

## Инфраструктура
Личное подсобное хозяйство.

## Транспорт
Просёлочные дороги. 